# Флавий Руфин
Флавий Руфин (лат. Flavius Rufinus, греч. Φλάβιος Ρουφίνος; ок. 335 — 27 ноября 395) — консул Восточной Римской империи (392), затем преторианский префект Феодосия Великого в Константинополе, опекун при его сыне Аркадии.

## Биография
Руфин был вызван из Аквитании, своей родины, Феодосием Великим около 384 года. Он пользовался огромным влиянием на Востоке, в 392 году был консулом, потом префектом Востока. Когда Феодосий в 394 году отправился на Запад для борьбы с узурпатором Евгением, он оставил Руфина на Востоке в качестве главного советника своего сына императора Аркадия. После кончины Феодосия (395), сделавшись опекуном Аркадия, которому было тогда 17 лет, стал мечтать о престоле. Желал стать его соправителем, выдав за юного императора свою дочь Марию. Однако соперник Руфина, могущественный препозит священной опочивальни Евтропий в начале 395 года, воспользовавшись отъездом префекта в Антиохию устроил брак Аркадия с Евдоксией, дочерью франка Баутона, одного из полководцев Феодосия (свадьба состоялась 27 апреля 395 года).
Пытаясь сохранить влияние, Руфин пошёл на предательство — в начале 395 года имел секретную встречу с Аларихом за пределами Константинополя. Вскоре после этого Аларих с вестготами вторгся во Фракию, но пощадил имения Руфина. Возможно, по его приказам византийская армия в том регионе не сопротивлялась. Затем вестготы отправились на запад.
Вражда Руфина с военным магистром, опекуном императора Запада Гонория Стилихоном росла. Стилихон, появившись с армией на Востоке, стал заявлять, что на самом деле Феодосий завещал ему опекунство не только над Гонорием, но и над Аркадием. Встревоженный Руфин убедил Аркадия приказать Стилихону отступить. Стилихон, таким образом, не смог разгромить Алариха — он заманил готов в ловушку в Греции (395), но император отдал приказ освободить восточные территории. Стилихон подчинился и отступил, однако подговорил командующего возвращающихся в Константинополь войск Гайну убить Руфина.
Руфин был убит вне стен Константинополя 27 ноября 395 года в присутствии императора Аркадия. Поместья и богатства его были конфискованы, большую часть получил Евтропий. После своей смерти он был обвинен в вымогательствах, коррупции и продаже должностей.
Явился предметом стихотворной инвективы Против Руфина (лат. In Rufinum) поэта Клавдиана, который прославлял в противовес ему его соперника Стилихона. Известно, что Руфин был набожным христианином — он способствовал принятию законов против язычества, построил мартириум (с мощами Петра и Павла) и монастырь в своем имении близ Халкедона, населив его египетскими монахами.
Судя по словам Либания, в 388 году Руфин ещё не знал греческого, однако выучил его к 393 году.

## Семья
Его жена и дочь в 396 году после его смерти были сосланы в изгнание и поселились в Иерусалиме. Имел сестру (или невестку), образованную и благочестивую женщину по имени св. Сильвия Аквитанская.